# 복효근
복효근(1962년~, 남원)은 대한민국의 시인이다. 1988년 전북대 사범대 국어교육과를 졸업하고 1991년 <시와시학> 젊은시인상 수상하며 등단했다. 또한 1995년 제5회 편운문학상 신인상을 수상받고 2000년12월 시와시학 젊은시인상을 수상받았다.
현재 송동중학교 국어교사로 재직중이다.

## 출간 시집
- 시집 <당신이 슬플 때 나는 사랑한다> 시와시학사-1993년
- 시집 <버마재비 사랑> 시와시학사-1996년
- 시집 <새에 대한 반성문> 시와시학사-2000년
- 시집 <누우떼가 강을 건너는 법> 문학과경계-2002년
- 시집 <목련꽃 브라자>
- 시집 <어느 대나무의 고백> 문학의전당-2006년
- 시집 <마늘촛불>
- 시집 <따뜻한 외면>
- 시집 <그 눈망울의 배후>